# 3932 Edshay
3932 Edshay è un asteroide della fascia principale del diametro medio di circa 12,27 km. Scoperto nel 1984, presenta un'orbita caratterizzata da un semiasse maggiore pari a 2,5646750 UA e da un'eccentricità di 0,1672076, inclinata di 14,57057° rispetto all'eclittica.
L'asteroide è dedicato al docente statunitense Edwin L. Shay (1938–1998).